# Schwielowsee (település)
Schwielowsee település Németországban, azon belül Brandenburgban. Lakosainak száma 10 921 fő (2023. december 31.). Schwielowsee Seddiner See és Michendorf községekkel határos.

## Népesség
A település népességének változása:
| Lakosok száma | 6470 | 6199 | 6805 | 9685 | 10 187 | 10 494 | 10 650 | 10 838 | 10 954 | 10 921 |
|               | 1985 | 1990 | 1995 | 2005 | 2010   | 2015   | 2018   | 2021   | 2022   | 2023   |